# هانس لاندا
هانس لاندا شخصیت خیالی خلق شده توسط کوئنتین تارانتینو است که در فیلم حرامزاده‌های لعنتی (محصول ۲۰۰۹) به تصویر کشیده شده‌است. این شخصیت یک افسر بی‌رحم نازی است که شخصیت منفی فیلم به حساب می‌آید. از نظر بسیاری ایفای نقش این سرهنگ نازی، که شخصیتی بود در ظاهر بسیار خوش برخورد، فهمیده و تحصیلکرده ولی در عین حال بسیار بی‌رحم و خبیث، در حقیقت برجسته‌ترین نقطه قوت فیلم حرامزاده‌های لعنتی به کارگردانی کوئنتین تارانتینو بود.

## درباره شخصیت و بازیگر

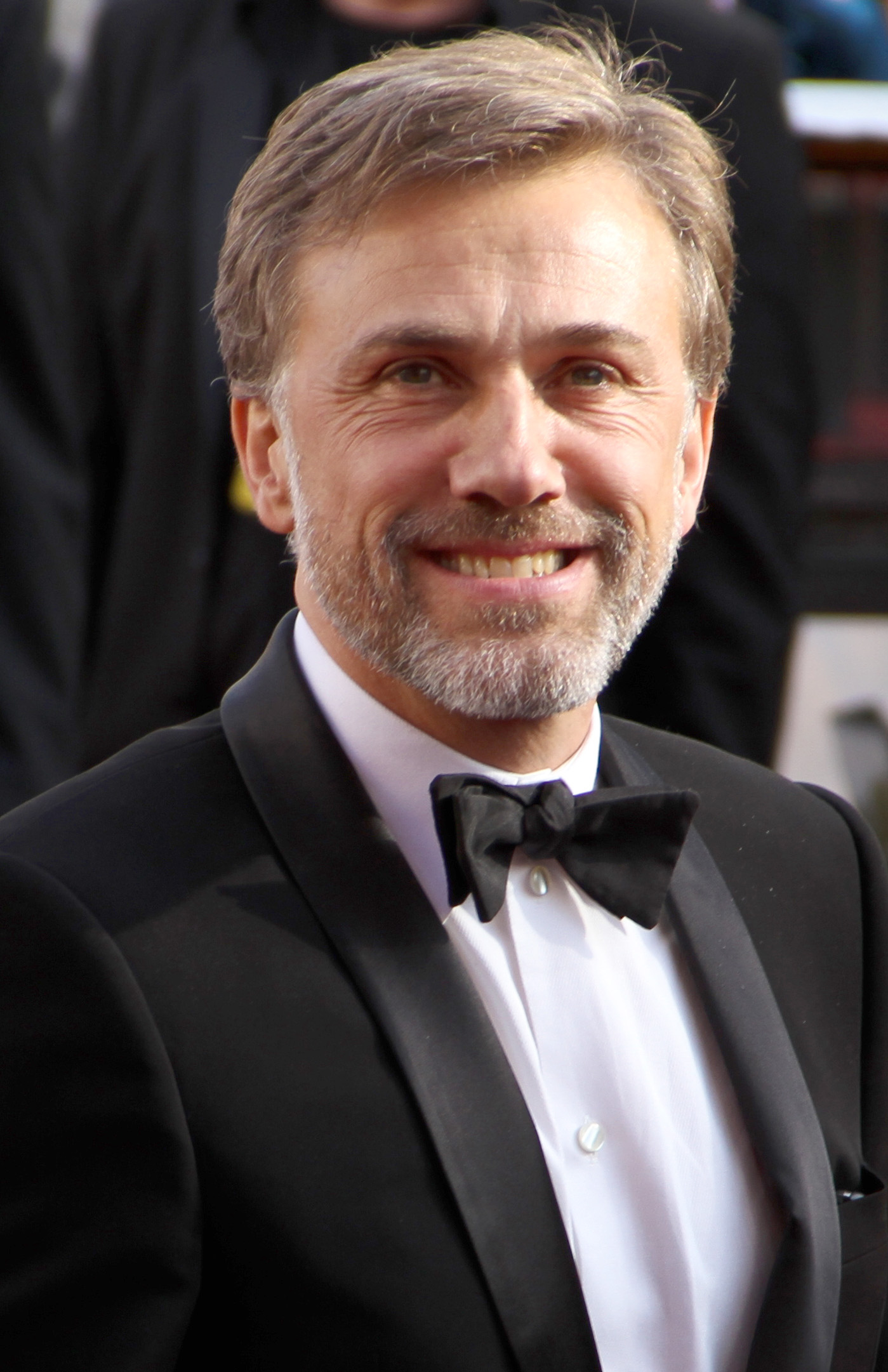
کریستوفر والتس بازیگر نقش هانس لاندا

کلنل هانس لاندا یک متخصص حرفه‌ای در کشتار یهودیان و هولوکاست در جنگ جهانی دوم است، آنچنان که دوستانش به او لقب «شکارچی یهود» داده‌اند. همچنین به زبان‌های ایتالیایی، فرانسوی، آلمانی و انگلیسی مسلط است.
کوئنتین تارانتینو گفته‌است که شخصیت کلنل لاندا کاملترین شخصیتی است که تاکنون نوشته‌است. در ابتدا برای این نقش لئوناردو دی کاپریو مدنظر بود. ولی بعد از مدتی کارگردان تصمیم گرفت که یک بازیگر اتریشی این نقش را برعهده گیرد. کریستوف والتس بازیگری بود که از قبل هیچ آشنایی با تارانتینو یا تهیه‌کننده فیلم‌های او لارنس بندر نداشت ولی این نخستین همکاری آن‌ها به یک همکاری درخشان تبدیل شد.
والتس برای این فیلم برندهٔ جایزه بهترین بازیگر نقش مکمل مرد از جشنواره‌های مختلف نظیر کن، گلدن گلوب، بفتا و اسکار شده‌است.